# 八島 (大分県)
八島（やしま）は、大分県佐伯市の佐伯湾の湾奥部、鶴見半島の付け根付近に位置する無人島である。

## 概要
鶴見半島の付け根にある大崎鼻の沖合約500mに位置する。大崎鼻に向き合う側の海岸には八島龍神社があり、毎年、豊漁を願う神事である八島祭が行われる。
波の静かな湾内にあり、地形も緩やかなため、クロダイ等の磯釣りのポイントして知られる。
本土との間に定期船はなく、島へは瀬渡し船などで渡る。